# Yannick Carrasco
Yannick Ferreira Carrasco (Ixelles, 4 de septiembre de 1993) es un futbolista belga que juega como centrocampista en el Al-Shabab Club de la Liga Profesional Saudí.

## Trayectoria

### A. S. Monaco F. C.
Carrasco nació en Bélgica, de padre portugués y madre española. Se unió al A. S. Monaco procedente del K. R. C. Genk en 2010. Hizo su debut profesional el 30 de julio de 2012 en un partido contra el Tours F. C. en la Ligue 2. En el partido, abrió el marcador con un gran gol de falta para llevar al Monaco a una victoria por 4-0. El 13 de abril de 2013 marcó los dos goles del Monaco en su victoria por 2-0 sobre el A. J. Auxerre en la Liga. En su primera temporada con el club, Ferreira-Carrasco jugó 27 partidos y marcó 6 goles la temporada en la que el Monaco logró el ascenso de nuevo a la Ligue 1.
Su primer gol en la Ligue 1 fue el 5 de octubre de 2013 contra el A. S. Saint-Étienne, aprovechando un centro de James Rodríguez que ayudó al Monaco a conseguir una victoria por 2-1. Marcó dos veces en los primeros 10 minutos del primer tiempo el 20 de octubre cuando el Monaco empató 2-2 con el Sochaux.

### Club Atlético de Madrid

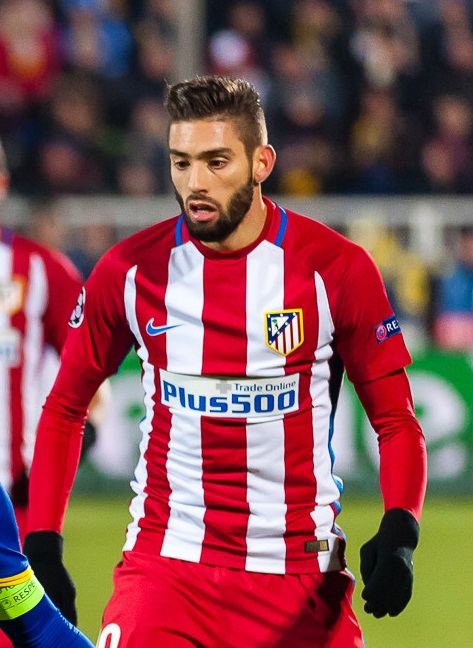
Carrasco jugando con el Atlético en 2016.

El 10 de julio de 2015 se hizo oficial su fichaje por el Atlético de Madrid firmando hasta 2020, con un coste de 15 millones de euros fijos por el 75% de los derechos del jugador.
El 17 de octubre marcó su primer gol con la camiseta rojiblanca contra la Real Sociedad.
El 28 de mayo de 2016 Carrasco convirtió el gol del empate parcial en la Final de la Liga de Campeones de la UEFA 2015-16 frente al Real Madrid en la que perderían por penaltis, convirtiéndose en el primer jugador belga en anotar un gol en la final de la Liga de Campeones.
El 15 de octubre de 2016 marcó su primer hat-trick en la goleada del Atleti 7 por 1 frente al Granada CF además de contribuir con dos asistencias.
El 21 de octubre de 2016 se anunció su renovación hasta el año 2022, extendiendo así, por 2 años más, el contrato que ya tenía firmado y subiendo su cláusula de rescisión hasta los 100 millones de euros.

### Dalian Yifang
El 26 de febrero de 2018 se hizo oficial el traspaso de Carrasco al Dalian Yifang, equipo procedente de la Superliga China donde también estaría en la operación su compañero Nicolás Gaitán.

### Regreso al Atlético de Madrid
El 31 de enero de 2020 el Atlético de Madrid anunció su vuelta al conjunto rojiblanco como cedido hasta final de temporada. El 8 de septiembre se hizo oficial su continuidad en el club durante las siguientes cuatro temporadas tras haber llegado a un acuerdo para su traspaso.
Esta segunda etapa, en la que ganó el título de Liga en la temporada 2020-21, finalizó en septiembre de 2023 cuando fue traspasado al Al-Shabab Club.

## Selección nacional
Internacional en todas las categorías inferiores de la selección belga, debutó como internacional de la selección belga absoluta el 28 de marzo de 2015, en la victoria ante Chipre por 5-0.
Fue uno de los 23 convocados belgas para disputar la Eurocopa 2016. El 26 de junio marcó su primer gol con la absoluta frente a Hungría en los octavos de final del torneo.
El 4 de junio de 2018 el seleccionador Roberto Martínez lo incluyó en la lista de 23 para el Mundial.

### Participaciones en Copas del Mundo
| Mundial           | Sede  | Resultado    | Partidos | Goles |
| ----------------- | ----- | ------------ | -------- | ----- |
| Copa Mundial 2018 | Rusia | Tercer lugar | 4        | 0     |
| Copa Mundial 2022 | Catar | Primera fase | 2        | 0     |

### Participaciones en Eurocopas
| Eurocopa      | Sede     | Resultado        | Partidos | Goles |
| ------------- | -------- | ---------------- | -------- | ----- |
| Eurocopa 2016 | Francia  | Cuartos de final | 5        | 1     |
| Eurocopa 2020 | Europa   | Cuartos de final | 3        | 0     |
| Eurocopa 2024 | Alemania | Octavos de final | 4        | 0     |

## Estadísticas

### Clubes
Actualizado al último partido disputado el 26 de mayo de 2025.
| Club | Div.          | Temporada     | Liga  | Liga  | Copas nacionales(1) | Copas nacionales(1) | Torneos internacionales(2) | Torneos internacionales(2) | Total | Total | Media goleadora |
| Club | Div.          | Temporada     | Part. | Goles | Part.               | Goles               | Part.                      | Goles                      | Part. | Goles | Media goleadora |
| --- | ------------- | ------------- | ----- | ----- | ------------------- | ------------------- | -------------------------- | -------------------------- | ----- | ----- | --------------- |
| A. S. Monaco F. C. Francia | 2.ª           | 2012-13       | 27    | 6     | 4                   | 2                   | —                          | —                          | 31    | 8     | 0.26            |
| A. S. Monaco F. C. Francia | 1.ª           | 2013-14       | 18    | 3     | 4                   | 1                   | —                          | —                          | 22    | 4     | 0.18            |
| A. S. Monaco F. C. Francia | 1.ª           | 2014-15       | 36    | 6     | 6                   | 1                   | 10                         | 1                          | 52    | 8     | 0.15            |
| A. S. Monaco F. C. Francia | Total club    | Total club    | 81    | 15    | 14                  | 4                   | 10                         | 1                          | 105   | 20    | 0.19            |
| Atlético de Madrid · España | 1.ª           | 2015-16       | 29    | 4     | 5                   | 0                   | 9                          | 1                          | 43    | 5     | 0.12            |
| Atlético de Madrid · España | 1.ª           | 2016-17       | 35    | 10    | 6                   | 2                   | 12                         | 2                          | 53    | 14    | 0.26            |
| Atlético de Madrid · España | 1.ª           | 2017-18       | 17    | 3     | 5                   | 1                   | 6                          | 0                          | 28    | 4     | 0.14            |
| Dalian Yifang China | 1.ª           | 2018          | 25    | 7     | 1                   | 0                   | —                          | —                          | 26    | 7     | 0.27            |
| Dalian Yifang China | 1.ª           | 2019          | 25    | 17    | 1                   | 0                   | —                          | —                          | 26    | 17    | 0.65            |
| Dalian Yifang China | Total club    | Total club    | 50    | 24    | 2                   | 0                   | —                          | —                          | 52    | 24    | 0.46            |
| Atlético de Madrid · España | 1.ª           | 2019-20       | 15    | 1     | —                   | —                   | 1                          | 0                          | 16    | 1     | 0.06            |
| Atlético de Madrid · España | 1.ª           | 2020-21       | 30    | 6     | 0                   | 0                   | 5                          | 1                          | 35    | 7     | 0.2             |
| Atlético de Madrid · España | 1.ª           | 2021-22       | 34    | 6     | 3                   | 0                   | 7                          | 0                          | 44    | 6     | 0.14            |
| Atlético de Madrid · España | 1.ª           | 2022-23       | 35    | 7     | 3                   | 2                   | 6                          | 1                          | 44    | 10    | 0.23            |
| Atlético de Madrid · España | 1.ª           | 2023-24       | 3     | 0     | —                   | —                   | —                          | —                          | 3     | 0     | 0               |
| Atlético de Madrid · España | Total club    | Total club    | 198   | 37    | 22                  | 5                   | 46                         | 5                          | 266   | 47    | 0.18            |
| Al-Shabab Club Arabia Saudita | 1.ª           | 2023-24       | 24    | 7     | 3                   | 4                   | —                          | —                          | 27    | 11    | 0.41            |
| Al-Shabab Club Arabia Saudita | 1.ª           | 2024-25       | 16    | 2     | 2                   | 0                   | —                          | —                          | 18    | 2     | 0.11            |
| Al-Shabab Club Arabia Saudita | Total club    | Total club    | 40    | 9     | 5                   | 4                   | —                          | —                          | 45    | 13    | 0.29            |
| Total carrera | Total carrera | Total carrera | 379   | 85    | 43                  | 13                  | 56                         | 6                          | 468   | 104   | 0.22            |
| (1) Incluye datos de Copa de Francia (2012-15); Copa de la Liga de Francia (2012-13) y (2014-15); Copa del Rey (2015-16); Chinese FA Cup (2018); Copa del Rey de Campeones (2023-presente). (2) Incluye datos de Liga de Campeones de la UEFA (2014-16) y Liga Europa de la UEFA. |               |               |       |       |                     |                     |                            |                            |       |       |                 |

### Hat-tricks
| 1 | 15 de octubre de 2016 | Estadio Vicente Calderón, Madrid | Atlético de Madrid - Granada C. F. |  | 7 - 1 | Primera División de España 2016-17 |

## Palmarés

### Títulos nacionales
| Título                     | Club               | País    | Año  |
| -------------------------- | ------------------ | ------- | ---- |
| Ligue 2                    | A. S. Monaco F. C. | Francia | 2013 |
| Primera División de España | Atlético de Madrid | España  | 2021 |

### Títulos internacionales
| Título                  | Club               | Sede | Año  |
| ----------------------- | ------------------ | ---- | ---- |
| Liga Europea de la UEFA | Atlético de Madrid | Lyon | 2018 |